# Elecciones estatales de Tamaulipas de 2021
Las elecciones estatales de Tamaulipas de 2021 se llevaron a cabo el domingo 6 de junio de 2021 y en ellas se renovaron los siguientes cargos de elección popular: 
- 36 diputados del Congreso del Estado: 22 diputados electos por mayoría relativa en cada uno de los distritos electorales y 14 designados mediante representación proporcional para integrar la LXV Legislatura.[1]
- 43 ayuntamientos: Integrados por un presidente municipal, un síndico y sus regidores. Electos para un periodo de tres años.[2][3]

## Organización

### Partidos políticos
En las elecciones estatales tienen derecho a participar diez partidos políticos con registro nacional: Partido Acción Nacional (PAN), Partido Revolucionario Institucional (PRI), Partido de la Revolución Democrática (PRD), Partido del Trabajo (PT), Partido Verde Ecologista de México (PVEM), Movimiento Ciudadano (MC), Movimiento Regeneración Nacional (Morena), Partido Encuentro Solidario (PES), Redes Sociales Progresistas (RSP) y Fuerza por México (FxM).
Inicialmente, el Instituto Electoral de Tamaulipas no autorizó la participación del partido nacional Fuerza por México debido a que no presentó de forma adecuada la documentación de su plataforma política para las elecciones estatales, pues la envió por correo electrónico al Instituto Nacional Electoral en vez de dirigirlo al Instituto Electoral de Tamaulipas. El 8 de marzo de 2021 el Tribunal Electoral del Poder Judicial de la Federación (TEPJF) revocó la decisión del Instituto Electoral de Tamaulipas al considerar que Fuerza por México si había cumplido con la entrega de la documentación pertinente y autorizó al partido a participar en las elecciones estatales.

### Proceso electoral
La campaña electoral inicia el 19 de abril y se extiende durante seis semanas, hasta el 2 de junio. La votación está programada para hacerse el 6 de junio de 2021, de las 8 de la mañana a las 6 de la tarde, en simultáneo con las elecciones federales. Se estima que el computo final de resultados se publique el 11 de junio.

### Distritos electorales
Para la elección de diputados de mayoría relativa del Congreso del Estado de Tamaulipas, la entidad se divide en 22 distritos electorales.
| Distrito | Cabecera        | Municipios | Mapa |
| -------- | --------------- | ---------- | ---- |
| 1        | Nuevo Laredo    | 1          |      |
| 2        | Nuevo Laredo    | 1          |      |
| 3        | Nuevo Laredo    | 6          |      |
| 4        | Reynosa         | 1          |      |
| 5        | Reynosa         | 1          |      |
| 6        | Reynosa         | 1          |      |
| 7        | Reynosa         | 1          |      |
| 8        | Río Bravo       | 2          |      |
| 9        | Valle Hermoso   | 2          |      |
| 10       | Matamoros       | 1          |      |
| 11       | Matamoros       | 1          |      |
| 12       | Matamoros       | 1          |      |
| 13       | San Fernando    | 13         |      |
| 14       | Ciudad Victoria | 1          |      |
| 15       | Ciudad Victoria | 1          |      |
| 16       | Xicoténcatl     | 13         |      |
| 17       | El Mante        | 2          |      |
| 18       | Altamira        | 2          |      |
| 19       | Miramar         | 2          |      |
| 20       | Ciudad Madero   | 1          |      |
| 21       | Tampico         | 1          |      |
| 22       | Tampico         | 1          |      |

## Congreso del Estado

### Resultados
|  | 37.79 % |

|  | 35.83 % |

|  | 9.19 % |

|  | 3.50 % |

|  | 3.05 % |

|  | 2.60 % |

|  | 2.25 % |

|  | 1.09 % |

|  | 0.97 % |

|  | 0.97 % |

|  | 0.17 % |

|  | 2.55 % |

|  | 100 % |

#### Distrito 01. Nuevo Laredo
|  | 30.6897 % |

|  | 7.6748 % |

|  | 0.6667 % |

|  | 2.8735 % |

|  | 3.4753 % |

|  | 47.4302 % |

|  | 1.6125 % |

|  | 1.0775 % |

|  | 1.9029 % |

|  | 0.0783 % |

|  | 2.5181 % |

|  | 100 % |

#### Distrito 02. Nuevo Laredo
|  | 43.8981 % |

|  | 9.8279 % |

|  | 0.5547 % |

|  | 2.2548 % |

|  | 1.6643 % |

|  | 37.1487 % |

|  | 0.8543 % |

|  | 0.7368 % |

|  | 1.1555 % |

|  | 0.0408 % |

|  | 1.8634 % |

|  | 100 % |

#### Distrito 03. Nuevo Laredo
|  | 37.6433 % |

|  | 13.1691 % |

|  | 0.8075 % |

|  | 4.6501 % |

|  | 1.3218 % |

|  | 32.8867 % |

|  | 4.2570 % |

|  | 0.2784 % |

|  | 2.5814 % |

|  | 0.0327 % |

|  | 2.3717 % |

|  | 100 % |

#### Distrito 04. Reynosa
|  | 34.6686 % |

|  | 6.5335 % |

|  | 0.8392 % |

|  | 2.5077 % |

|  | 4.1762 % |

|  | 42.6292 % |

|  | 3.9288 % |

|  | 0.4532 % |

|  | 1.3399 % |

|  | 0.0514 % |

|  | 2.8719 % |

|  | 100 % |

#### Distrito 05. Reynosa
|  | 32.3792 % |

|  | 4.5576 % |

|  | 0.7980 % |

|  | 2.9579 % |

|  | 4.0766 % |

|  | 45.4275 % |

|  | 4.5503 % |

|  | 1.5739 % |

|  | 1.3251 % |

|  | 0.0681 % |

|  | 2.2852 % |

|  | 100 % |

#### Distrito 06. Reynosa
|  | 33.3371 % |

|  | 6.3378 % |

|  | 1.8197 % |

|  | 3.2161 % |

|  | 4.5597 % |

|  | 42.5699 % |

|  | 3.6337 % |

|  | 1.1035 % |

|  | 0.4686 % |

|  | 0.0547 % |

|  | 2.8987 % |

|  | 100 % |

#### Distrito 07. Reynosa
|  | 31.3130 % |

|  | 3.4048 % |

|  | 1.1221 % |

|  | 2.2923 % |

|  | 3.1411 % |

|  | 49.7035 % |

|  | 3.8417 % |

|  | 1.1451 % |

|  | 1.2067 % |

|  | 0.0596 % |

|  | 2.7696 % |

|  | 100 % |

#### Distrito 08. Río Bravo
|  | 29.8455 % |

|  | 9.3910 % |

|  | 1.2508 % |

|  | 2.8655 % |

|  | 3.6878 % |

|  | 43.8393 % |

|  | 3.5251 % |

|  | 1.3925 % |

|  | 1.2158 % |

|  | 0.0332 % |

|  | 2.9530 % |

|  | 100 % |

#### Distrito 09. Valle Hermoso
|  | 30.9992 % |

|  | 15.6781 % |

|  | 0.9336 % |

|  | 2.3021 % |

|  | 1.7834 % |

|  | 42.7274 % |

|  | 1.5500 % |

|  | 0.4867 % |

|  | 1.1770 % |

|  | 0.0319 % |

|  | 2.3300 % |

|  | 100 % |

#### Distrito 10. Matamoros
|  | 23.3365 % |

|  | 9.3882 % |

|  | 0.8962 % |

|  | 1.4930 % |

|  | 2.2772 % |

|  | 57.8777 % |

|  | 1.2984 % |

|  | 0.6684 % |

|  | 0.9090 % |

|  | 0.0771 % |

|  | 1.7777 % |

|  | 100 % |

#### Distrito 11. Matamoros
|  | 23.7940 % |

|  | 6.4879 % |

|  | 0.7940 % |

|  | 2.1064 % |

|  | 2.4972 % |

|  | 57.1390 % |

|  | 1.5859 % |

|  | 0.7302 % |

|  | 0.9894 % |

|  | 1.3453 % |

|  | 0.3003 % |

|  | 2.2298 % |

|  | 100 % |

#### Distrito 12. Matamoros
|  | 27.9448 % |

|  | 10.9967 % |

|  | 0.5676 % |

|  | 1.8598 % |

|  | 2.1231 % |

|  | 51.7048 % |

|  | 1.1857 % |

|  | 0.6890 % |

|  | 1.0289 % |

|  | 0.0616 % |

|  | 1.8374 % |

|  | 100 % |

#### Distrito 13. San Fernando
|  | 47.2329 % |

|  | 19.1743 % |

|  | 0.6390 % |

|  | 23.8683 % |

|  | 1.8401 % |

|  | 3.3775 % |

|  | 0.7767 % |

|  | 0.6017 % |

|  | 0.2605 % |

|  | 0.0397 % |

|  | 2.1888 % |

|  | 100 % |

#### Distrito 14. Victoria
|  | 32.1635 % |

|  | 16.5188 % |

|  | 1.1271 % |

|  | 35.3815 % |

|  | 3.7417 % |

|  | 4.8510 % |

|  | 1.4502 % |

|  | 1.1313 % |

|  | 0.3147 % |

|  | 1.2261 % |

|  | 0.2254 % |

|  | 1.8681 % |

|  | 100 % |

#### Distrito 15. Victoria
|  | 30.4909 % |

|  | 10.7477 % |

|  | 1.2797 % |

|  | 2.4290 % |

|  | 10.0113 % |

|  | 37.4134 % |

|  | 2.0885 % |

|  | 1.0201 % |

|  | 1.0839 % |

|  | 0.0652 % |

|  | 2.1765 % |

|  | 100 % |

#### Distrito 16. Xicoténcatl
|  | 46.5767 % |

|  | 13.3354 % |

|  | 0.7548 % |

|  | 8.9113 % |

|  | 3.7249 % |

|  | 1.9768 % |

|  | 15.0728 % |

|  | 1.4356 % |

|  | 1.5516 % |

|  | 0.8225 % |

|  | 0.3350 % |

|  | 5.5021 % |

|  | 100 % |

#### Distrito 17. El Mante
|  | 31.8365 % |

|  | 16.0682 % |

|  | 0.8118 % |

|  | 36.5472 % |

|  | 5.9814 % |

|  | 2.5262 % |

|  | 2.1621 % |

|  | 0.5161 % |

|  | 0.5412 % |

|  | 0.0627 % |

|  | 2.9460 % |

|  | 100 % |

#### Distrito 18. Altamira
|  | 34.4027 % |

|  | 5.2136 % |

|  | 1.9152 % |

|  | 2.1984 % |

|  | 7.7692 % |

|  | 41.7560 % |

|  | 2.8346 % |

|  | 0.8646 % |

|  | 0.7264 % |

|  | 0.0054 % |

|  | 2.3133 % |

|  | 100 % |

#### Distrito 19. Miramar
|  | 33.3979 % |

|  | 3.4374 % |

|  | 4.2548 % |

|  | 1.1605 % |

|  | 2.5165 % |

|  | 47.2430 % |

|  | 2.9974 % |

|  | 1.3423 % |

|  | 0.9277 % |

|  | 0.0611 % |

|  | 2.6609 % |

|  | 100 % |

#### Distrito 20. Ciudad Madero
|  | 38.4852 % |

|  | 3.5124 % |

|  | 1.1319 % |

|  | 2.0415 % |

|  | 2.6773 % |

|  | 45.4504 % |

|  | 2.8034 % |

|  | 1.0289 % |

|  | 1.1089 % |

|  | 0.1138 % |

|  | 1.6457 % |

|  | 100 % |

#### Distrito 21. Tampico
|  | 44.4985 % |

|  | 2.6979 % |

|  | 0.6057 % |

|  | 43.1701 % |

|  | 1.0202 % |

|  | 7.5218 % |

|  | 9.7748 % |

|  | 1.3512 % |

|  | 0.6741 % |

|  | 0.0561 % |

|  | 1.6290 % |

|  | 100 % |

#### Distrito 22. Tampico
|  | 50.0217 % |

|  | 2.5039 % |

|  | 0.6668 % |

|  | 1.0081 % |

|  | 2.7688 % |

|  | 38.5917 % |

|  | 1.0213 % |

|  | 1.2638 % |

|  | 0.5956 % |

|  | 0.0487 % |

|  | 1.5089 % |

|  | 100 % |

## Ayuntamientos

### Resultados

#### Abasolo
|  | 43.0054 % |

|  | 48.5515 % |

|  | 0.1239 % |

|  | 3.6560 % |

|  | 0.0619 % |

|  | 0.0929 % |

|  | 0.4802 % |

|  | 0.0464 % |

|  | 0.0619 % |

|  | 0.9604 % |

|  | 2.9589 % |

|  | 100 % |

#### Aldama
|  | 41.5566 % |

|  | 1.4900 % |

|  | 1.6419 % |

|  | 12.1245 % |

|  | 9.3607 % |

|  | 30.0981 % |

|  | 0.2980 % |

|  | 0.3155 % |

|  | 0.2454 % |

|  | 0 % |

|  | 2.8689 % |

|  | 100 % |

#### Altamira
|  | 39.2010 % |

|  | 4.9206 % |

|  | 2.5214 % |

|  | 44.1676 % |

|  | 0.6631 % |

|  | 1.9289 % |

|  | 3.2856 % |

|  | 0.7159 % |

|  | 0.5509 % |

|  | 0.0291 % |

|  | 2.0153 % |

|  | 100 % |

#### Antiguo Morelos
|  | 69.3850 % |

|  | 7.5928 % |

|  | 0.2249 % |

|  | 8.5114 % |

|  | 7.5365 % |

|  | 0.1499 % |

|  | 1.9122 % |

|  | 0.0749 % |

|  | 2.4746 % |

|  | 0.0187 % |

|  | 2.1184 % |

|  | 100 % |

#### Burgos
|  | 49.8436 % |

|  | 0.3608 % |

|  | 0.2886 % |

|  | 47.6545 % |

|  | 0.3848 % |

|  | 0.0481 % |

|  | 0.0721 % |

|  | 0.0721 % |

|  | 0 % |

|  | 0 % |

|  | 1.2749 % |

|  | 100 % |

#### Bustamante
|  | 56.5777 % |

|  | 14.5569 % |

|  | 0.1582 % |

|  | 100 % |

|  | 0.4068 % |

|  | 0.2260 % |

|  | 0.5198 % |

|  | 0.8137 % |

|  | 0.1582 % |

|  | 0 % |

|  | 1.3110 % |

|  | 100 % |

#### Camargo
|  | 34.5883 % |

|  | 24.8319 % |

|  | 0.2988 % |

|  | 34.4240 % |

|  | 0.3884 % |

|  | 0.1195 % |

|  | 0.7918 % |

|  | 0.1344 % |

|  | 1.4343 % |

|  | 0 % |

|  | 2.9881 % |

|  | 100 % |

#### Casas
|  | 51.6352 % |

|  | 31.5493 % |

|  | 0.1321 % |

|  | 5.4839 % |

|  | 8.4241 % |

|  | 0.0660 % |

|  | 0.0991 % |

|  | 0.0330 % |

|  | 0.0330 % |

|  | 0.0330 % |

|  | 2.5107 % |

|  | 100 % |

#### Ciudad Madero
|  | 35.7450 % |

|  | 3.1234 % |

|  | 0.6568 % |

|  | 47.9637 % |

|  | 1.3307 % |

|  | 1.7425 % |

|  | 2.1341 % |

|  | 1.0033 % |

|  | 0.6076 % |

|  | 3.9128 % |

|  | 0.0944 % |

|  | 1.6852 % |

|  | 100 % |

#### Cruillas
|  | 55.8056 % |

|  | 3.8874 % |

|  | 0 % |

|  | 36.8286 % |

|  | 0 % |

|  | 0.2557 % |

|  | 0.1534 % |

|  | 0.4603 % |

|  | 0.1023 % |

|  | 0.1534 % |

|  | 2.3529 % |

|  | 100 % |

#### Gustavo Díaz Ordaz
|  | 20.1316 % |

|  | 4.8482 % |

|  | 0.1074 % |

|  | 28.0016 % |

|  | 2.6188 % |

|  | 0.1880 % |

|  | 23.1668 % |

|  | 0.2148 % |

|  | 18.2648 % |

|  | 0.0268 % |

|  | 2.4308 % |

|  | 100 % |

#### Gómez Farías
|  | 44.5559 % |

|  | 4.9611 % |

|  | 0.2651 % |

|  | 15.4705 % |

|  | 31.0925 % |

|  | 0.3787 % |

|  | 0.6248 % |

|  | 0.3787 % |

|  | 0.1136 % |

|  | 0 % |

|  | 2.1586 % |

|  | 100 % |

#### González
|  | 32.9317 % |

|  | 17.5134 % |

|  | 0.9809 % |

|  | 28.0588 % |

|  | 0.6877 % |

|  | 4.0251 % |

|  | 1.9779 % |

|  | 0.5544 % |

|  | 0.2559 % |

|  | 10.4441 % |

|  | 0.0159 % |

|  | 2.5537 % |

|  | 100 % |

#### Güémez
|  | 29.4202 % |

|  | 36.0402 % |

|  | 0.0616 % |

|  | 5.1912 % |

|  | 0.3392 % |

|  | 25.7298 % |

|  | 1.6036 % |

|  | 0.0513 % |

|  | 0.1644 % |

|  | 0.1541 % |

|  | 0 % |

|  | 1.2438 % |

|  | 100 % |

#### Guerrero
|  | 18.6910 % |

|  | 37.2157 % |

|  | 0 % |

|  | 13.3111 % |

|  | 27.6206 % |

|  | 0.0554 % |

|  | 0.1663 % |

|  | 0.0554 % |

|  | 0 % |

|  | 0 % |

|  | 2.8840 % |

|  | 100 % |

#### Hidalgo
|  | 79.1162 % |

|  | 3.8194 % |

|  | 0.5876 % |

|  | 11.2704 % |

|  | 1.4807 % |

|  | 0.5641 % |

|  | 0.3408 % |

|  | 0.1175 % |

|  | 0.1880 % |

|  | 0 % |

|  | 2.5149 % |

|  | 100 % |

#### Jaumave
|  | 34.3436 % |

|  | 3.5761 % |

|  | 0.2507 % |

|  | 6.9995 % |

|  | 0.3379 % |

|  | 0.5451 % |

|  | 0.5015 % |

|  | 0.5669 % |

|  | 3.8813 % |

|  | 45.8569 % |

|  | 0.0327 % |

|  | 3.1072 % |

|  | 100 % |

#### Jiménez
|  | 45.8118 % |

|  | 47.1649 % |

|  | 0.0429 % |

|  | 4.1666 % |

|  | 0.0429 % |

|  | 0.1718 % |

|  | 0.1073 % |

|  | 0.1932 % |

|  | 0.1073 % |

|  | 0 % |

|  | 2.1907 % |

|  | 100 % |

#### Llera
|  | 48.6773 % |

|  | 3.3145 % |

|  | 0.2443 % |

|  | 8.3926 % |

|  | 0.4143 % |

|  | 1.0411 % |

|  | 0.3187 % |

|  | 0.3718 % |

|  | 0.3399 % |

|  | 33.1244 % |

|  | 0.0106 % |

|  | 3.7501 % |

|  | 100 % |

#### Mainero
|  | 79.0184 % |

|  | 3.4139 % |

|  | 1.2802 % |

|  | 12.3044 % |

|  | 0.8534 % |

|  | 0.2133 % |

|  | 0.0000 % |

|  | 0 % |

|  | 0.0711 % |

|  | 0.1422 % |

|  | 2.7027 % |

|  | 100 % |

#### El Mante
|  | 31.3014 % |

|  | 21.6507 % |

|  | 2.4635 % |

|  | 28.8374 % |

|  | 11.9607 % |

|  | 1.0573 % |

|  | 2.1009 % |

|  | 0.3195 % |

|  | 0.4418 % |

|  | 0.0157 % |

|  | 1.8504 % |

|  | 100 % |

#### Matamoros
|  | 26.3913 % |

|  | 7.9382 % |

|  | 0.5866 % |

|  | 56.1561 % |

|  | 1.8440 % |

|  | 1.8317 % |

|  | 1.2394 % |

|  | 0.6853 % |

|  | 0.9012 % |

|  | 0.0981 % |

|  | 2.3275 % |

|  | 100 % |

#### Méndez
|  | 50.4059 % |

|  | 40.6950 % |

|  | 0 % |

|  | 2.5657 % |

|  | 0.6170 % |

|  | 0.0649 % |

|  | 0.0649 % |

|  | 0 % |

|  | 3.3777 % |

|  | 0 % |

|  | 2.2085 % |

|  | 100 % |

#### Mier
|  | 38.0131 % |

|  | 1.5599 % |

|  | 0.2463 % |

|  | 26.1083 % |

|  | 0.1231 % |

|  | 0.2052 % |

|  | 0.9031 % |

|  | 0.2052 % |

|  | 0.1231 % |

|  | 28.7356 % |

|  | 0 % |

|  | 3.7766 % |

|  | 100 % |

#### Miguel Alemán
|  | 45.4645 % |

|  | 31.1872 % |

|  | 0.1012 % |

|  | 7.1808 % |

|  | 13.5515 % |

|  | 0.1181 % |

|  | 0.1772 % |

|  | 0.0337 % |

|  | 0.3290 % |

|  | 0 % |

|  | 1.8563 % |

|  | 100 % |

#### Miquihuana
|  | 57.7885 % |

|  | 27.5559 % |

|  | 0.3510 % |

|  | 8.3808 % |

|  | 3.2909 % |

|  | 0.0877 % |

|  | 0 % |

|  | 0.1316 % |

|  | 0 % |

|  | 0 % |

|  | 2.4133 % |

|  | 100 % |

#### Nuevo Laredo
|  | 41.1538 % |

|  | 6.7692 % |

|  | 0.4479 % |

|  | 43.0074 % |

|  | 1.1760 % |

|  | 1.5636 % |

|  | 0.8896 % |

|  | 0.8307 % |

|  | 1.4083 % |

|  | 0.6989 % |

|  | 0.0984 % |

|  | 1.9554 % |

|  | 100 % |

#### Nuevo Morelos
|  | 53.6052 % |

|  | 39.2571 % |

|  | 0.0728 % |

|  | 5.0254 % |

|  | 0.0364 % |

|  | 0.0364 % |

|  | 0 % |

|  | 0.0364 % |

|  | 0 % |

|  | 0 % |

|  | 1.9300 % |

|  | 100 % |

#### Ocampo
|  | 46.4390 % |

|  | 13.4850 % |

|  | 0.1590 % |

|  | 4.6010 % |

|  | 0.4160 % |

|  | 0.2202 % |

|  | 2.3372 % |

|  | 0.2447 % |

|  | 0.2080 % |

|  | 28.4752 % |

|  | 0.0367 % |

|  | 3.3773 % |

|  | 100 % |

#### Padilla
|  | 60.7533 % |

|  | 3.3171 % |

|  | 0.1944 % |

|  | 30.9113 % |

|  | 1.4823 % |

|  | 0.4738 % |

|  | 0.4252 % |

|  | 0.8019 % |

|  | 0.1458 % |

|  | 0.0243 % |

|  | 1.4702 % |

|  | 100 % |

#### Palmillas
|  | 71.3868 % |

|  | 2.4817 % |

|  | 0.0729 % |

|  | 0.4379 % |

|  | 0.2189 % |

|  | 0.4379 % |

|  | 22.7737 % |

|  | 0.3649 % |

|  | 0.2919 % |

|  | 0.1459 % |

|  | 0 % |

|  | 1.3868 % |

|  | 100 % |

#### Reynosa
|  | 31.6013 % |

|  | 5.3405 % |

|  | 1.0517 % |

|  | 43.4797 % |

|  | 2.5950 % |

|  | 4.2208 % |

|  | 5.9943 % |

|  | 1.7188 % |

|  | 1.2387 % |

|  | 0.0651 % |

|  | 2.6935 % |

|  | 100 % |

#### Río Bravo
|  | 36.0954 % |

|  | 9.4592 % |

|  | 1.0726 % |

|  | 38.7989 % |

|  | 2.2080 % |

|  | 1.7124 % |

|  | 0.6398 % |

|  | 1.1437 % |

|  | 0.7276 % |

|  | 3.1259 % |

|  | 2.2707 % |

|  | 0.0648 % |

|  | 2.6805 % |

|  | 100 % |

#### San Carlos
|  | 79.2763 % |

|  | 4.3421 % |

|  | 0.6578 % |

|  | 9.4078 % |

|  | 0.5701 % |

|  | 0.6578 % |

|  | 0.3947 % |

|  | 0.2192 % |

|  | 0.4605 % |

|  | 0.0438 % |

|  | 3.9692 % |

|  | 100 % |

#### San Fernando
|  | 32.8887 % |

|  | 25.8472 % |

|  | 0.8391 % |

|  | 31.4739 % |

|  | 2.7079 % |

|  | 1.2039 % |

|  | 0.9891 % |

|  | 1.0175 % |

|  | 0.5878 % |

|  | 0.3932 % |

|  | 2.0512 % |

|  | 100 % |

#### San Nicolás
|  | 94.08 % |

|  | 2.5706 % |

|  | 0 % |

|  | 1.5424 % |

|  | 0.2570 % |

|  | 0 % |

|  | 0 % |

|  | 0 % |

|  | 0.6426 % |

|  | 0 % |

|  | 0.8997 % |

|  | 100 % |

#### Soto La Marina
|  | 35.5140 % |

|  | 1.8334 % |

|  | 0.1997 % |

|  | 54.1342 % |

|  | 0.9631 % |

|  | 0.2496 % |

|  | 0.5992 % |

|  | 4.0094 % |

|  | 0.5564 % |

|  | 0.0214 % |

|  | 1.9190 % |

|  | 100 % |

#### Tampico
|  | 51.7712 % |

|  | 1.9712 % |

|  | 0.5007 % |

|  | 38.4613 % |

|  | 0.8056 % |

|  | 1.8205 % |

|  | 1.0247 % |

|  | 1.6198 % |

|  | 0.4457 % |

|  | 0.0823 % |

|  | 1.4965 % |

|  | 100 % |

#### Tula
|  | 43.8103 % |

|  | 31.6114 % |

|  | 0.6179 % |

|  | 15.8300 % |

|  | 0.4374 % |

|  | 0.7081 % |

|  | 1.0969 % |

|  | 0.6873 % |

|  | 2.8882 % |

|  | 0.0416 % |

|  | 2.2703 % |

|  | 100 % |

#### Valle Hermoso
|  | 36.6561 % |

|  | 19.3499 % |

|  | 0.3118 % |

|  | 36.6725 % |

|  | 2.3146 % |

|  | 0.9685 % |

|  | 0.7838 % |

|  | 0.2339 % |

|  | 0.8823 % |

|  | 0.0123 % |

|  | 1.8139 % |

|  | 100 % |

#### Victoria
|  | 32.0991 % |

|  | 13.2444 % |

|  | 1.2582 % |

|  | 36.9198 % |

|  | 1.4694 % |

|  | 4.3568 % |

|  | 1.3469 % |

|  | 0.6685 % |

|  | 1.3209 % |

|  | 0.8212 % |

|  | 2.6791 % |

|  | 1.9036 % |

|  | 0.0914 % |

|  | 1.8198 % |

|  | 100 % |

#### Villagrán
|  | 87.2845 % |

|  | 3.5603 % |

|  | 0.9889 % |

|  | 4.4645 % |

|  | 0.7629 % |

|  | 0.1130 % |

|  | 0.4803 % |

|  | 0 % |

|  | 0.1412 % |

|  | 0 % |

|  | 2.2040 % |

|  | 100 % |

#### Xicoténcatl
|  | 50.1954 % |

|  | 2.0358 % |

|  | 0.5163 % |

|  | 1.4973 % |

|  | 0.3098 % |

|  | 1.6891 % |

|  | 40.5768 % |

|  | 0.5458 % |

|  | 0.7597 % |

|  | 0.3098 % |

|  | 0.0368 % |

|  | 1.5268 % |

|  | 100 % |